# アラスカメヌケ
アラスカメヌケ（アラスカ目抜、学名：Sebastes alutus）はメバル属に属する海水魚。
別名、アカウオ、メヌケ。

## 分布
アラスカ湾、ベーリング海近辺から宮城県沖、南カリフォルニアまでの北太平洋。
特にアリューシャン列島とブリティッシュコロンビア、アラスカ湾で多く見られる。

## 形態
体長50cmほど。体色は鮮やかな赤色。メヌケの名は、水揚げの際に急激な水圧の変化により目が飛び出ることから。

## 生態
大陸棚に生息。初夏から夏にかけては水深が150-300mの海域に移動する。夏が終わるとより沖合いの水深が300-450mの海域に移動し、そこで翌年5月ごろまで生息する。
冬にメスの胎内に産卵・受精し、4-5月に子供を出産する卵胎生。
幼魚はしばらく流れに漂った後、やや浅い岩礁に棲みつく。そして3歳ごろから徐々に沖合いに移動していき、成魚になるころにはより深い場所に生息するようになる。
餌はカイアシ類、オキアミ、端脚類、ハダカイワシ類など。
天敵はギンダラ、オヒョウ、マッコウクジラ、若魚は他の岩礁の魚やサケ、リングコッドなどの底生大型魚類。

## 利用
本種はアコウダイ、タイセイヨウアカウオなどとともに赤魚の名で流通し、アコウダイの代用として使われることもある。
身は癖のない白身で、味噌漬、粕漬、塩焼、煮付け、などに幅広く利用されている。また近海で獲れた新鮮なものは刺身や洗いとして利用されることもある。
日本近海では1968年の15万トンを最高に徐々に漁獲量は減少している。